# Ares Chadzinikolau
Ares „Jah Ares” Chadzinikolau (ur. 1973 w Niechanowie) – poeta, pianista, kompozytor, tłumacz, wieloletni działacz Związku Literatów Polskich, zasłużony dla kultury polskiej, lider i wokalista Ares & The Tribe, Ares Chadzinikolau Trio i Jah Ares Quartet. Wieloletni wykładowca Akademii Muzycznej im. Ignacego Jana Paderewskiego w Poznaniu. Posiada stopień doktora w dziedzinie nauk humanistycznych.

## Życiorys
Syn pochodzącego z Grecji poety, pisarza i historyka literatury, Nikosa Chadzinikolaua. Uczeń prof. B. Nowickiego i prof. H. Czerny-Stefańskiej. Koncertuje w USA i Europie. Wydał ponad 30 książek, m.in. Z twarzą słońca (1997 – I nagroda XX MLP), Syn Prometeusza (1998), Antologia poezji greckiej Panta rei (2001), Polsko-greckie związki kulturalno-literackie w ciągu wieków (2001), Między brzegami (2003), Literatura nowogrecka XX wieku w przekładach polskich (2003), Laur Wielkopolski (2002), Laur Olimpijski (2004), 21kobiet (2007, w 4 językach), Rasta myśli – Aforyzmy i Haiku (2012), Ilustrowana Księga Mitów Greckich (2016), cykl: Rasta mówi (2017), Bez rozgrzeszenia (2019), Ludowe bajki greckie (2000), Realistyczne obrazy (2021). Przetłumaczył kilkanaście tomów greckiej i polskiej poezji.
Nagrał 30 płyt CD, m.in.: Perły fortepianu (1997), Sny o Grecji I i Sny o Grecji II, Piano Impressions, Greek Jazz. Wydał nuty: 12 Preludiów op 7, 12 Miniatur fortepianowych op 5, Utwory fortepianowe na pierwsze lata nauki, VI Rapsodii greckich, tworząc autorski program nauczania (nagroda ME). Współpracował m.in. z piosenkarką Eleni, Paulosem Raptisem, Mikisem Theodorakisem, Nikosem Filaktosem.
Miał wystawy malarstwa w Grecji, Niemczech i Polsce. Redaktor serii poetyckiej Poeticon (250 tomów) i pisma literackiego LiryDram. Organizator festiwali i konferencji poetyckich.
Od 30 lat występuje z greckimi koncertami poetycko-muzycznymi solowo, lub z GreekJazzTrio. Przez 15 lat koncertował i nagrywał także z czołowym w Polsce i Grecji zespołem reggae Ares & The Tribe, udzielając się charytatywnie dla WOSP (nagroda Woodstock XV) czy UNICEF.
Po powrocie z USA założył Ariston Studio, gdzie nagrał płyty: Great Return (2007), Jah Jah Children (2009), Reggae dla dzieci (2010) i podwójny album Humanity & Soul (2012). W 2011 był finalistą pierwszej edycji programu TVP The Voice of Poland.
W 2014 przetłumaczył 600-stronicowy bestseller Jannisa Kalpuzosa Imaret o XIX wiecznej Grecji, zredagował i wydał Wiersze zebrane Nikosa Chadzinikolau oraz nagrał i wydał dwupłytowy album jazzowy pt. Greek Jazz I (2014), Greek Jazz II (2018) z AresChadzinikolauTrio. Od 2014 Yach Paszkiewicz zrealizował 13 miniatur filmowych i teledysków do jego muzyki z Grecji, Karaibów, Afryki i Polski. Ares obecnie ma na swoim koncie ponad 30 videoklipów.
Rok 2019 rozpoczął ukazaniem się albumów Reggae in Jazz vol.1, AcidJazzFlight z JahAresTRIO, a zakończył autorskim albumem Komeda, takty i nietakty. W 2020 nagrał wysoko cenione awangardowe albumy solowe: Lunatix, Aleatorix i In the Mirror (2021) oraz rozpoczął pracę z JahAresQuartet nagrywając kolejno albumy: Galaxis, Utopology (2021) i Odyssey (2022 – XV-lecie AristonStudio) oraz Sons d’amour (solo piano) na XXV-lecie pracy studyjnej.
Od 2010 wręcza co roku nagrodę im. Nikosa Chadzinikolau wybitnym twórcom. Otrzymali je: Eleni, Marii Mistrioti, Popi Aroniada, Konstantinos Buras, Mirosław Pawłowski, Zbigniew Kresowaty, Józef Petruk, Marek Wawrzkiewicz, Yach Paszkiewicz i Nikos Filaktos.
Członek organizacji STOART, ZAiKS. Osobowość Roku – Kultura 2018. Płyta AcidJazzFlight otrzymała tytuł Best Jazz Album – March2019 – Academia Music Awards w Los Angeles. W 2020 otrzymał tytuł Vision Music Awards (jako najlepszy artysta LA/USA) i tytuł Artysta Roku JazzPress i RadioJazz PL. Za muzykę do nowego albumu Reliefy otrzymał nagrodę w Londynie 2022 i Berlinie 2023.
W okresie letnim w Pracowni Chadzinikolau, gdzie zebrał setki obrazów, prowadzi cykl “Z kulturą w ogrodzie”, zapraszając artystów, organizuje wystawy malarstwa, koncerty aleatoryczne, spektakle teatralne, recitale i spotkania autorskie,

## Twórczość

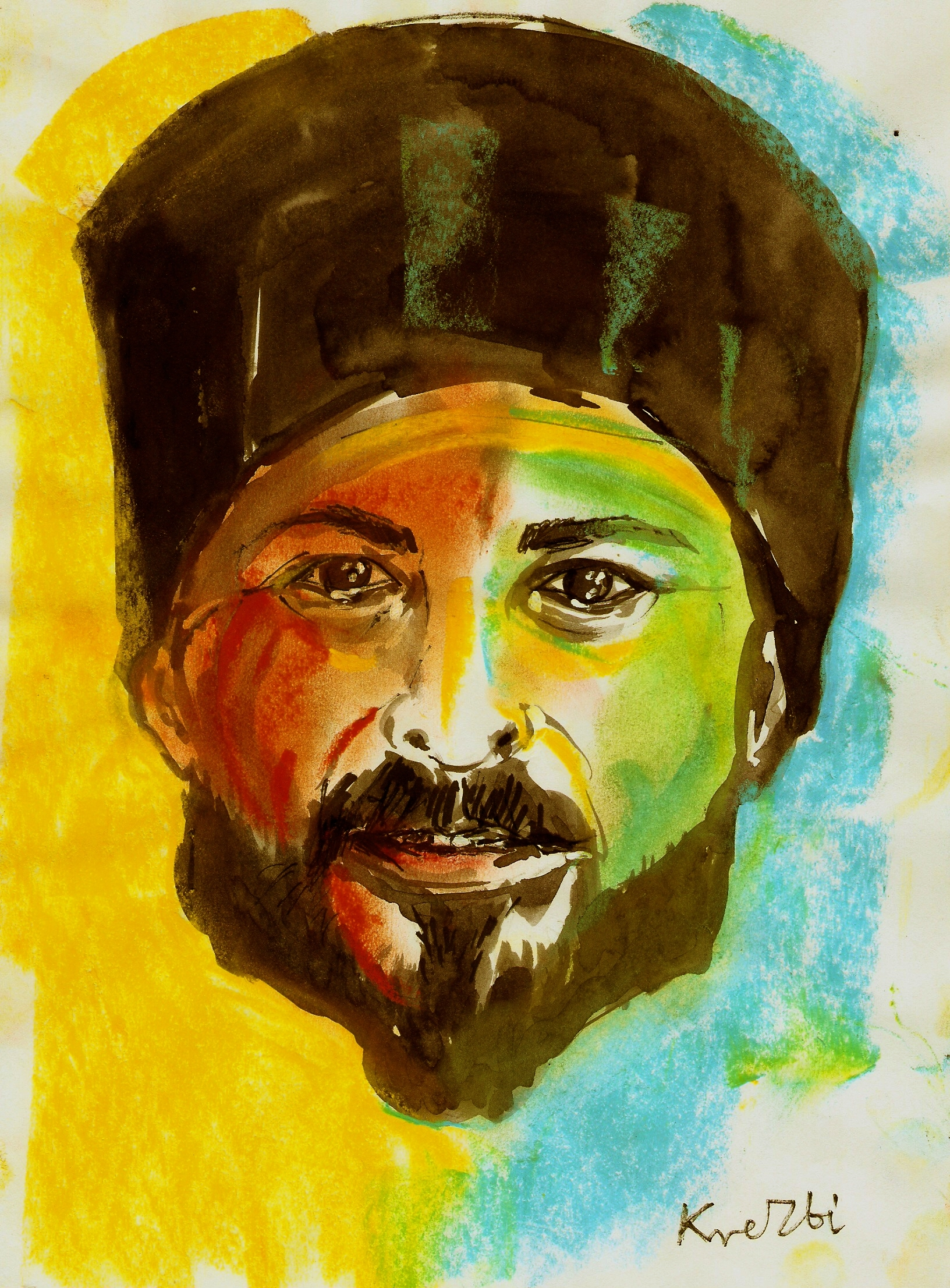
Portret Aresa Chadzinikolau
(autor Zbigniew Kresowaty)

### Albumy muzyczne
- Perły fortepianu – Ares Chadzinikolau (CD, 1997, Hellenic Records)
- Sny o Grecji I – Ares Chadzinikolau (CD, 2001, Ariston Records)
- Sny o Grecji II – Ares Chadzinikolau (CD, 2001, Ariston Records)
- Great Awakening – Ares & Tribe of Izrael; (CD, 2002, Ariston Records)
- Piano Impressions – Ares Chadzinikolau (CD, 2003, Ariston Records)
- Muzyka świata: Grecja – Ares Chadzinikolau (CD, 2004, Ariston Records)
- Jah Bless – Ares & The Tribe (CD, 2007, Ariston Records)
- Great Return – Ares & The Tribe; (CD, 2007, Ammos)
- Jah Jah Children Ares & The Tribe; (CD, 2009, Zima Records)
- Woodstock 2009 (Eska Rock)
- Reggae dla dzieci – Ares i Maluchy; (CD, 2010, Ariston Records)
- Voice of Poland 2011 (EMI)
- Humanity & Soul – Ares & the Tribe (2x CD, 2012, Ariston Records)
- Greek jazz I – Ares Chadzinikolau Trio (CD, 2014, Ariston Records)
- Greek jazz II – Ares Chadzinikolau Trio (CD, 2018, Ariston Records)
- Reggae in jazz vol.1 – Jah Ares Trio (CD, 2018, Ariston Records)
- Acid jazz flight – Jah Ares Trio(CD, 2019, Ariston Records)
- Polish Reggae Akt – Jah Ares (CD, 2019, Ariston Records)
- Komeda, takty i nietakty – Ares Chadzinikolau (CD, 2019, Ariston Records/Era Jazzu)
- Lunatix – Ares Chadzinikolau (CD, 2020, Ariston Records/Era Jazzu)
- Aleatorix – Ares Chadzinikolau(3x CD, 2020, Ornitology/Epocalipty/Cosmogony, Ariston Records)
- Galaxis – Jah Ares Quartet (CD, 2020, Ariston Records)
- In the mirror – Ares Chadzinikolau (CD, 2021, Ariston Records)
- Utopology – Jah Ares Quartet & the Tribe (CD, 2021, Ariston Records)
- Odyssey – Jah Ares Quartet & the Tribe (CD, 2022, Ariston Records)
- Sons d’amour – Ares Chadzinikolau (CD, 2022, Ariston Records)
- Reliefs – Ares Chadzinikolau, Aleatoric Sketches (CD, 2023, Ariston Records)
- Dada, Haiku & Jazz - Przyjaciele Staffa61 (CD, 2025, Ariston Records)

### Nuty na fortepian
- Ares Chadzinikolau – Preludia na fortepian op7, BiKSP Poeticon, 2004
- Ares Chadzinikolau – Rapsodia grecka na fortepian, Wydawnictwo Ars Nova, 2009, ISBN 979-0-8015-2704-2.
- Ares Chadzinikolau – Miniatury fortepianowe op5 I-XII + CD, Wydawnictwo Muzyczne Absonic, 2010, ISBN 978-83-62030-18-7.
- Ares Chadzinikolau – Miniatury fortepianowe op5 XIII-XXIV + CD, Wydawnictwo Muzyczne Absonic, 2011
- Ares Chadzinikolau – Utwory fortepianowe na pierwsze lata nauki + CD, Wydawnictwo Muzyczne Absonic, 2012 ISBN 978-83-62030-54-5.

### Książki i przekłady
- Ares Chadzinikolau, Panta Rei – Antologia współczesnej poezji greckiej, 2001, Poeticon, ISBN 83-88143-90-5.
- Ares Chadzinikolau, Polsko-greckie związki społeczne, kulturalne i literackie w ciągu wieków, 2001, G&P, ISBN 83-7272-053-3.
- Ares Chadzinikolau, Literatura nowogrecka w przekładach polskich, 2003, Poeticon, ISBN 83-88143-08-5.
- Ares Chadzinikolau, Nikos Chadzinikolau, Antologia poezji polskiej XX wieku, 2005, Poeticon, ISBN 83-88143-29-8.
- Ares Chadzinikolau, Nikos Chadzinikolau, Ilustrowana Księga Mitów Greckich, 2006, Videograf II, ISBN 83-7183-373-3.
- Panos Panajotunis, Poloneza, 2007, Poeticon
- Tzeni Vlachoni, Wiersze miłosne, Erotika piimata, 2007, Poeticon
- Antonis Kuros, Pogodne światło, Fos ilaron, 2008, Poeticon
- Jota Partheniu, A może to ja, Eimai ego?, 2008, Poeticon
- Dominik Górny, I delfiki profiteia, Delficka przepowiednia, 2009, Poeticon
- Ares Chadzinikolau, Rasta myśli – Aforyzmy i Haiku, 2012, Poeticon, ISBN 978-83-61335-04-7.
- Yannis Kalpouzos, Imaret, w cieniu zegara, 2014, Greckie Klimaty, ISBN 978-83-64887-03-1.
- Nikos Chadzinikolau, Wiersze zebrane (1500 str), 2014, Poeticon
- Kazimierz Arendt, I Ellada mou, Moja Hellada, 2015, Poeticon
- Ares Chadzinikolau, Polsko-grecka antologia współczesnej poezji, Jak podanie ręki, 2016, Libra, ISBN
- Ares Chadzinikolau, Ludowe Bajki Greckie, 2021, Poeticon
- Ares Chadzinikolau, Współczesne Bajki Greckie, 2021, Poeticon
- Ares Chadzinikolau, Seferis, Odys straconych ojczyzn, 2021, Poeticon (monografia)
- Popi Aroniada, Roszada, Poke, 2021, Poeticon
- Ares Chadzinikolau, Antologia miłosna, Wwierszowzięci, Μετουσιωμένοι σε ποιήματα, Poetariat 2025 (pl-gr)
- Dapnie Maria Guy-Vouvali, Czerwień na ziemi. Kokino sto xoma 2025, Poeticon

### Tomiki poezji
- Ares Chadzinikolau, Z twarzą słońca, 1997, Związek Literatów Polskich, ISBN 83-86113-88-X.
- Ares Chadzinikolau, Syn Prometeusza, 1998, Związek Literatów Polskich, ISBN 83-86113-24-3.
- Ares Chadzinikolau, Wyprzedzić ptaki, 1999, G&P, ISBN 83-87368-08-3.
- Ares Chadzinikolau, W cieniu cyprysów, 2000, Związek Literatów Polskich, ISBN 83-88143-35-2.
- Ares Chadzinikolau, Notatnik Wielkopolski, 2000, Poeticon, ISBN 83-88143-65-4.
- Ares Chadzinikolau, Nikos Chadzinikolau, Laur Wielkopolski, 2002, Poeticon, ISBN 83-88143-86-7.
- Ares Chadzinikolau, Między brzegami, 2003, Poeticon, ISBN 83-88143-42-5.
- Ares Chadzinikolau, Poetry, 2003, Poeticon, ISBN 83-88143-18-2.
- Ares Chadzinikolau, Nikos Chadzinikolau, Laur Olimpijski, 2004, Poeticon, ISBN 83-88143-48-4.
- Ares Chadzinikolau, 21 kobiet, 2007, Poeticon, ISBN 83-88143-74-3.
- Ares Chadzinikolau, Rasta mówi 2017, Poeticon, ISBN 978-83-61335-28-3.
- Ares Chadzinikolau, Bez rozgrzeszenia 2019, Poeticon, ISBN 978-83-61335-36-8.
- Ares Chadzinikolau, Realistyczne obrazy 2021, Poeticon. ISBN 978-83-61335-68-9.

## Odznaczenia i nagrody
- Srebrny Krzyż Zasługi (2002)
- Zasłużony Działacz Kultury (2001)
- Medal Emigracji Greckiej (2001)
- Złoty Orzeł Amerykańskiego Instytutu Kultury Polskiej (Miami 2001)
- Lira Apollona (Delfy 2001)
- Złoty Medal Chalkidy (2002)
- Medal Lilandionu (2002)
- Medal Eretrii (2002)
- Nagroda im. Klemensa Janickiego (2002)
- XV Woodstock (2009)
- Nagroda Ministra Edukacji (2017)
- Złoty Medal Aleksandra Wielkiego (2017)
- Srebrne Pióro (2018)
- Aforystykon (2018)
- Osobowość Roku – Kultura 2018
- Best Jazz Album – March 2019 USA
- 2020 Vision Music Award LA/USA
- 2020 Artist of The Year – Poland (JazzPress/JazzRadio)
- 2021 Nagroda Wojewody Świętokrzyskiego i Radio Kielce
- 2021 Medal im. Alfreda Kowalkowskiego
- 2022 1st Award in London GTT
- 2023 Euterpe Music Award in Berlin